# Witelo

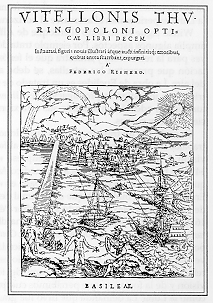
Titulní strana vydání Witelova spisu o optice - Vitellonis Thuringopoloni opticae libri decem, které vyšlo v r. 1572 v Basileji.

Witelo (též Witelon či Erazmus Ciolek Witelo) byl teolog, přírodní filosof, matematik a vědec 2. pol. 13. stol. Společně s Rogerem Baconem a Janem Peckhamem patří mezi nejvýznamnější optiky té doby.

## Život
Narodil se kolem r. 1230 v Dolním Slezsku. Studoval na univerzitě v Padově. V Itálii se spřátelil s Vilémem z Moerbeke, významným překladatelem z řečtiny (překládal Tomáši Akvinskému Aristotela). Právě jemu je věnováno Witelovo hlavní dílo – Perspectiva. O jeho smrti není nic známo, umřel někdy koncem 13. stol.

## Dílo

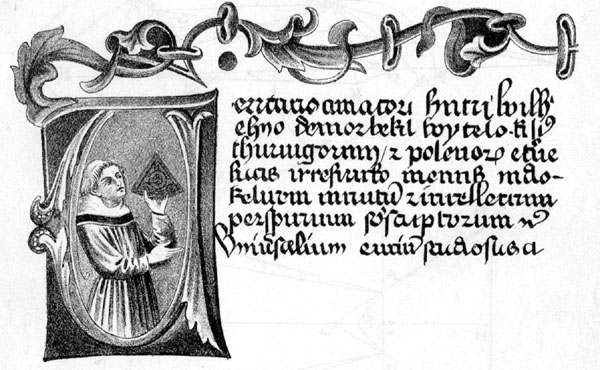
Stránka knihy Perspectiva

Jeho hlavním dílem je velký spis Perspectiva pojednávající o optické problematice, v němž byl ovlivněn Alhazenem, významným arabským vědcem, jehož spis o optice byl ve 13. stol. přeložen do latiny pod názvem De aspectibus. Witelovo dílo bylo relativně rozšířeno i v renesanci; ovlivnil Leonarda da Vinci či Jana Keplera.
Dále se dochovaly Witelovy traktáty De natura daemonum (O povaze démonů) a De primaria causa paenitentiae (O prvotní příčině pokání).